# Susan Jennifer Sullivan
Susan Jennifer Sullivan (ur. 5 listopada 1962) – amerykańska aktorka, występująca w filmach i telewizji w latach osiemdziesiątych, szczególnie w drugiej połowie. Kojarzona głównie z rolą bezwzględnej Melissy w kultowym Piątku, trzynastego VII: Nowej krwi. Zagrała też w dwóch odcinkach serialu Charles in Charge oraz w filmach Click: The Calendar Girl Killer, Sole Survivor, Invasion U.S.A..